# Герб Поліського району
Герб Полі́ського райо́ну — офіційний символ Поліського району Київської області, затверджений рішенням Поліської районної ради.

## Опис
Гербовий щит має форму чотирикутника із заокругленими нижніми кутами та загостренням в основі. Поле щита перетяте навпіл ламаною стрічкою блакитного та білого кольорів (символ річок району). У верхній половині блакитного кольору, що символізує небо, розташований Герб України. Нижня половина розтята на зелену і золоту, що символізують ліси та луки і поля із зерновими культурами відповідно.
Щит обрамлений дубовими та сосновими гілочками, що символізують зону мішаних лісів, у якій розташований район. Гілочки перев'язані стрічкою блакитного кольору з жовтими краями. Зверху щита розташована зубчаста передача — символ промисловості району до Чорнобильської катастрофи. На шестернею зображені жовті колоски — символ сільськогосподарського виробництва. На передньому плані між колосками — розкрита книга із зображенням символу атома.